# Jessica Nigri
Jessica Nigri (Reno, 5 agosto 1989) è una modella e cosplayer statunitense.
Oltre a essere stata la modella promozionale ufficiale per numerosi videogiochi e fumetti, Nigri viene considerata la cosplayer più famosa del mondo nonché la prima professionista nell'ambito del cosplaying.

## Biografia
Jessica Nigri è nata a Reno, in Nevada, e cresciuta a Christchurch, in Nuova Zelanda, luogo di nascita di sua madre. Oggi Nigri vive a Phoenix, in Arizona. Nigri si è dedicata al cosplaying dal 2009, anno in cui il suo cosplay di "Sexy Pikachu", indossato durante l'edizione del San Diego Comic-Con di quell'anno, è diventato virale su Internet. Nel 2011 è diventata la modella promozionale del videogioco Gears of War 3 per conto della Microsoft e della GameStop vestendosi come Anya Stroud.
Nel 2012, Nigri ha vinto una competizione promossa da IGN interpretando la protagonista del videogame Lollipop Chainsaw della Suda51 Juliet Starling, ed è stata ingaggiata come modella dalla Warner Bros. Interactive Entertainment. Come parte di un accordo con la Kadokawa, la cosplayer ha promosso Lollipop Chainsaw in Giappone apparendo in riviste e siti web di videogiochi giapponesi, tra cui Famitsū e Dengeki PlayStation. Nello stesso anno Nigri ha rappresentato i personaggi di altre opere tra cui Elsword, la serie a fumetti Grimm Fairy Tales e quella di Knightingail.

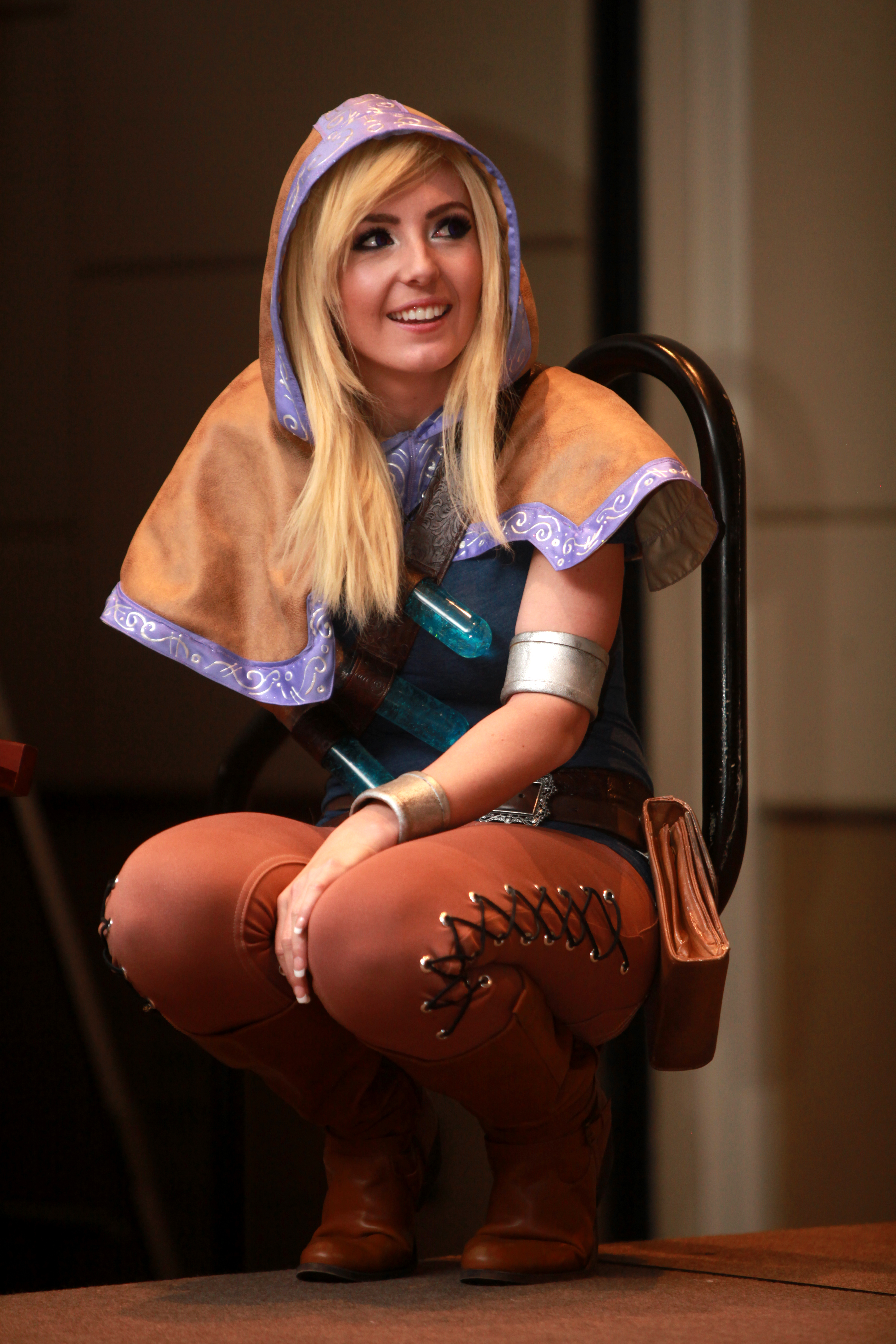
Jessica Nigri all'Amazing Arizona Comic (2014)

Nel 2013 ha interrotto il suo lavoro presso un negozio di alimenti per dedicarsi a tempo pieno al cosplaying e alla creazione di costumi. Durante lo stesso anno è stata nuovamente richiamata dalla Suda51 per interpretare Vivienne Squall di Killer Is Dead. Quello stesso anno, dopo aver vestito un abito di Connor Kenway di Assassin's Creed III, è stata ingaggiata dalla Ubisoft per interpretare una versione femminile di Captain Edward Kenway, il protagonista del videogioco Assassin's Creed IV: Black Flag alla Gamescom 2013. Nel 2014 ha portato un cosplay per lo stand del videogioco WildStar durante il PAX East.
Nigri è stata la portavoce dell'Amazing Arizona Comic Con del 2011 ed è stata l'ospite d'onore di numerose convention tra cui l'Anime Expo del 2012, l'Anime Revolution del 2012 (occasione in cui ha indossato un costume della mascotte della convention Senkaku Mei) e in quella del 2013, l'AVCon del 2013, il Montreal ComicCon del 2013, l'Anime South del 2013 e l'Ottawa Pop Expo del 2013. Ha partecipato a programmi YouTube come KassemG e The Philip DeFranco Show. Ha anche recitato in alcuni video pubblicitari commerciali e video musicali e ha svolto attività di beneficenza. Secondo il PlayStation Official Magazine la Nigri sarebbe "non solo una cosplayer ma anche una grande giocatrice" e lei stessa afferma di essersi appassionata ai videogiochi fin da quando aveva sette anni grazie a suo padre.
Nel 2013 Jessica Nigri è stata invitata a partecipare come concorrente al controverso reality show Heroes of Cosplay trasmesso su Syfy, ma rifiutò. Si è anche dedicata al doppiaggio, prestando la voce a Cinder Fall di RWBY e a quella di Super Sonico di Super Sonico: The Animation. Nel 2018 è uscito il documentario Becoming Jessica Nigri.

## Filmografia
- 2018 – Becoming Jessica Nigri

## Doppiaggio
- Cinder Fall in RWBY
- Super Sonico in Super Sonico: The Animation